# Jiangte Joylong Automobile
Joylong Automobile (officiellement Jiangsu Joylong Automobile Co., Ltd.), est un fabricant chinois d'automobiles et d'autobus basé à Shanghai créé en 2007. Les ventes couvrent principalement les pays d'Asie, du Moyen-Orient, d'Amérique du Sud et d'Afrique.

## Histoire
L'entreprise a été fondée en 2007 à Yangzhou, dans la province du Jiangsu.

## Modèles
Joylong produit des voitures de ville, des monospaces, des fourgonnettes de passagers et de logistique, des minibus et des bus touristiques.
Véhicules particuliers (voitures de ville et monospaces):
- Joylong EM3 - Une citadine électrique
- Joylong EM5 - Un monospace électrique
- Joylong EF5 - La version électrique du Joylong iFly
- Joylong EF9 - La version électrique du Joylong iFly
- Joylong iFly - Un monospace fortement inspiré de la deuxième génération de Toyota Alphard[4]

Fourgonnettes de passagers: (Variations du fourgon de la série A, fourgon inspiré du Toyota HiAce)
- Joylong A4
- Joylong A5
- Joylong A5S
- Joylong A6
- Joylong A6E

Camionnettes logistiques:
- Joylong V300
- Joylong A4 Cargo

Minibus: (Variations du minibus de la série C, inspiré du Toyota Coaster)
- Joylong C6

## Galerie
|             |
| Joylong EM3 |

|             |
| Joylong EM5 |

|              |
| Joylong iFly |

|                 |
| Joylong série A |